# NGC 208
NGC 208 é uma galáxia espiral (Sa) localizada na direcção da constelação de Pisces. Possui uma declinação de +02° 45' 21" e uma ascensão recta de 0 horas, 40 minutos e 17,4 segundos.
A galáxia NGC 208 foi descoberta em 5 de Outubro de 1863 por Albert Marth.